# Hilara albitarsis
Hilara albitarsis is een vliegensoort uit de familie van de dansvliegen (Empididae). De wetenschappelijke naam van de soort is voor het eerst geldig gepubliceerd in 1840 door Carl Ludwig Friedrich von Roser.